# CD22
CD22，名为分化簇-22（英語：cluster of differentiation-22），是成熟B细胞表面的一種跨膜受体，属于SIGLEC家族。

## 功能
CD22表現於成熟B细胞的表面，也表現於少量未成熟B细胞的表面，其主要功能是避免免疫系统过度激活，可降低罹患自體免疫性疾病的风险。
CD22是一种可高度特异性识别糖基化蛋白（如CD45）的跨膜蛋白，可通过N端的一个免疫球蛋白（Ig）结构域與唾液酸結合。因擁有Ig结构域，CD22也属于免疫球蛋白超家族。人类体内，CD22主要功能为抑制B細胞表面受體的活化。另外，小鼠實驗的結果發現B细胞運輸至派亞氏淋巴叢的過程亦有CD22的參與。

## 機制
CD22是B细胞受体的一個輔助受體，其與連結在抗原B细胞受体表面的抗原連接後，自己會被磷酸化，進而活化一些磷酸酶以抑制免疫反應。

## 蛋白質交互作用
CD22经过实验证明会与以下蛋白質产生交互作用：Grb2、PTPN6、LYN、SHC1和INPP5D。

## 應用
CD22也可能作為抗癌藥物的標的，美国國立衛生研究院正在测试一种名为BL22的免疫毒素，BL22是一種抗CD22的單株抗體，與CD22結合後可以進入細胞中，達到殺死細胞的效果，可能有助於治療某些種類的白血病。另外一種針對CD22的單株抗體藥物Epratuzumab也正在測試中，可能有助於治療白血病與全身性紅斑狼瘡。